# 다치카와역
다치카와역(일본어: 立川駅, たちかわえき, 타치카와 역)은 일본 도쿄도 다치카와시에 있는 철도역이다.

## 이용 가능한 철도 노선
- 동일본 여객철도
  - 주오 본선(주오 쾌속선)
  - 오메 선
  - 난부 선

## 타는 곳
| 1・2 | ■오메 선            |          | 하이지마·오메·오쿠타마· ■이쓰카이치 선 무사시이쓰카이치 방면                           | 이 역을 시점으로 하는 열차만 사용함                     |
| 3    | ■주오 선(주오 본선) | (상행)   | 신주쿠·도쿄 방면                                                                       |                                                         |
| 4    | ■주오 선(주오 본선) | （상행） | 신주쿠·도쿄 방면                                                                       | 이 역을 시점으로 하는 열차가 일부 사용함                |
| 4    | ■오메 선            |          | 하이지마·오메·오쿠타마 방면                                                            | 이 역을 시점으로 하는 열차가 아침과 저녁 때 일부 사용함 |
| 5    | ■주오 선(주오 본선) | （하행） | 하치오지·다카오·오쓰키·고후·마쓰모토 방면                                              | 이 역을 시점으로 하는 열차가 일부 사용함                |
| 5    | ■주오 선(주오 본선) | （상행） | 신주쿠·도쿄 방면                                                                       | 이 역을 시점으로 하는 열차만 사용함                     |
| 5    | ■오메 선            |          | 하이지마·오메·오쿠타마· ■이쓰카이치 선 무사시이쓰카이치 방면                           | 주오 본선 도쿄 방면 직결 운행 열차가 사용함             |
| 6    | ■주오 선(주오 본선) | （하행） | 하치오지·다카오·오쓰키·고후·마쓰모토 방면                                              |                                                         |
| 6    | ■오메 선            |          | 하이지마·오메·오쿠타마· ■이쓰카이치 선 무사시이쓰카이치 방면· ■하치코 선 고마가와 방면 | 주오 본선 도쿄 방면 직결 운행 열차가 사용함             |
| 7・8 | ■난부 선            |          | 후추혼마치·노보리토·무사시미조노쿠치・무사시코스기·가와사키 방면                       |                                                         |

## 역세권 정보
- 다치카와키타 역, 다치카와미나미 역 - 다마 도시 모노레일 선 (사실상 환승역)

## 역사
- 1889년 4월 11일 - 영업 개시.

## 사진

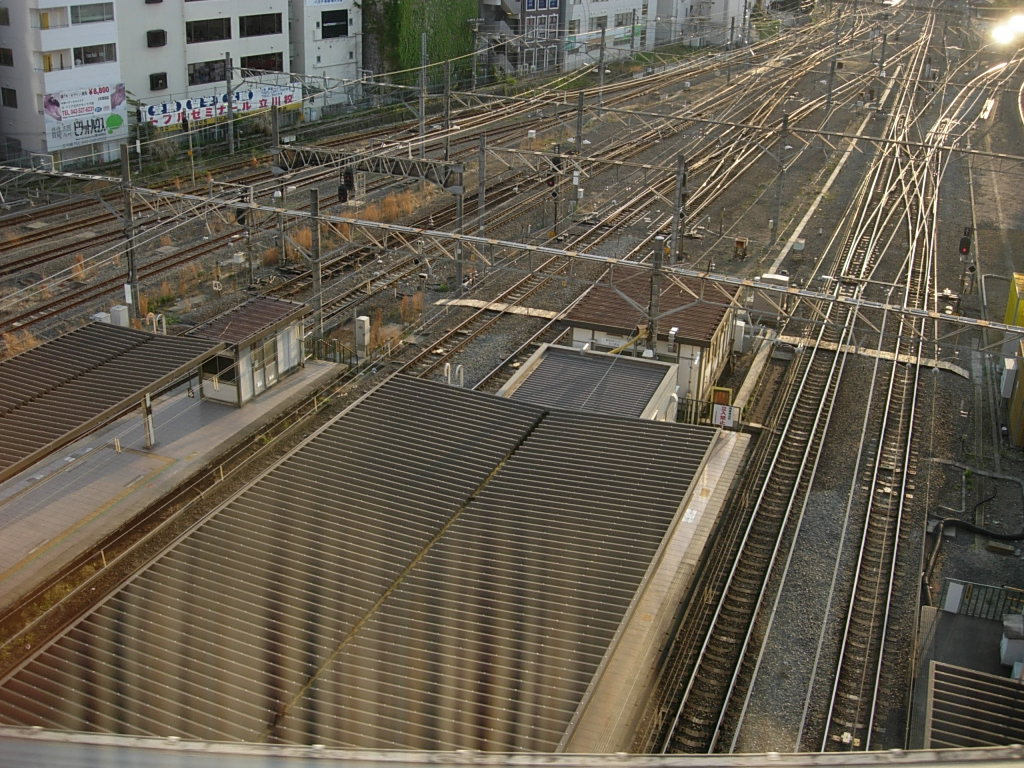
다치카와키타 역과 다치카와미나미 역 구간에서 촬영한 다치카와 역(히노 방면)(2010년 5월 1일 촬영)

## 인접역
| 동일본 여객철도 주오 본선           | 동일본 여객철도 주오 본선                             | 동일본 여객철도 주오 본선        |
| ----------------------------------- | ----------------------------------------------------- | -------------------------------- |
| JC 05 신주쿠 도쿄 방면              | 주오 쾌속선 주오 라이너                               | JC 22 하치오지 다카오 방면       |
| JC 16 고쿠분지 도쿄 방면            | 주오 쾌속선 통근특쾌                                  | JC 22 하치오지 다카오 방면       |
| JC 16 고쿠분지 도쿄 방면            | 주오 쾌속선 주오 특쾌 · 통근쾌속                      | JC 20 히노 다카오 방면           |
| JC 18 구니타치 도쿄 방면            | 주오 쾌속선 쾌속                                      | JC 20 히노 다카오 방면           |
| 시·종착역                           | 주오 본선 보통                                        | JC 20 히노 마쓰모토 방면         |
| 동일본 여객철도 주오 본선 · 오메 선 |                                                       |                                  |
| JC 05 신주쿠 도쿄 방면              | 주오 쾌속선 · 오메 선 오메 라이너                     | JC 55 하이지마 오메 방면         |
| JC 16 고쿠분지 도쿄 방면            | 주오 쾌속선 · 오메 선 통근특쾌 · 오메 특쾌 · 통근쾌속 | JC 51 니시타치카와 오메 방면     |
| JC 18 구니타치 도쿄 방면            | 주오 쾌속선 · 오메 선 쾌속                            | JC 51 니시타치카와 오쿠타마 방면 |
| 동일본 여객철도 난부 선             |                                                       |                                  |
| JN 25 니시쿠니타치 가와사키 방면    | 난부 선                                               | 시·종착역                        |